# Syrjanskoje (Tomsk)
Syrjanskoje (russisch Зыря́нское) ist ein Dorf (selo) in der Oblast Tomsk in Russland mit 5632 Einwohnern (Stand 14. Oktober 2010).

## Geographie
Der Ort liegt gut 100 km Luftlinie ostnordöstlich des Oblastverwaltungszentrums Tomsk im südöstlichen Teil des Westsibirischen Tieflands. Er befindet sich am linken Ufer des Ob-Nebenfluss Tschulym etwa 3 km unterhalb der Einmündung des linken Nebenflusses Kija.
Syrjanskoje ist Verwaltungszentrum des Rajons Syrjanski sowie Sitz der Landgemeinde Syrjanskoje selskoje posselenije, zu der außerdem die Dörfer Berlinka (4 km westlich), Bogoslowka (7 km südöstlich), Krasnojarka (13 km östlich an der Kija), Semjonowka (11 km nordwestlich) und Zyganowo (21 km westnordwestlich) sowie die Siedlung Pritschulymski (3 km nordwestlich) gehören.

## Geschichte
Der Ort entstand um die Wende von 17. zum 18. Jahrhundert; er wurde erstmals 1720 erwähnt und 1740 von Gerhard Friedrich Müller als Dorf mit 23 Höfen beschrieben. Im 19. Jahrhundert wurde Syrjanskoje Sitz einer Wolost, am 25. Juli 1924 Verwaltungssitz eines nach ihm benannten Rajons.

### Bevölkerungsentwicklung
| Jahr | Einwohner |
| ---- | --------- |
| 1859 | 524       |
| 1897 | 950       |
| 1939 | 4055      |
| 1959 | 5437      |
| 1970 | 5610      |
| 1979 | 6479      |
| 1989 | 7514      |
| 2002 | 6267      |
| 2010 | 5632      |

Anmerkung: ab 1897 Volkszählungsdaten

## Verkehr
Das Dorf liegt an der Regionalstraße 69K-5, die knapp 30 km westlich bei Bolsche-Dorochowo von der 69K-3 aus Richtung Tomsk nach Assino – Perwomaiskoje abzweigt. Von Syrjanskoje führt sie weiter das linke Tschulym-Ufer aufwärts bis ins nordöstlich benachbarte, gut 100 km entfernte Rajonzentrum Teguldet.
Die nächste Bahnstation befindet sich in der gut 30 km nordwestlich gelegenen Stadt Assino an der Strecke Taiga – Tomsk – Bely Jar.